# 11214 Ruhisayana
11214 Ruhisayana eller 1999 HP8 är en asteroid i huvudbältet som upptäcktes den 16 april 1999 av LINEAR i Socorro County, New Mexico. Den är uppkallad efter Ruhi Sayana.
Asteroiden har en diameter på ungefär 9 kilometer.